# بادينغتون في البيرو
بادينغتون في البيرو (بالإنجليزية: Paddington in Peru)‏ هو فيلم كوميدي مغامرات رسوم متحركة تم إنتاجه عام 2024 من إخراج دوجال ويلسون وكتبه مارك بيرتون وجون فوستر وجيمس لاموت من قصة كتبها باول كينغ وسيمون فارنابي وبيرتون. إنه الجزء الثالث في سلسلة أفلام بادينغتون، والتي تستند إلى قصص بادينغتون التي كتبها مايكل بوند، وتكملة لفيلم بادينغتون (2014) وبادينغتون 2 (2017). الفيلم من بطولة هيو بونفيل، إيميلي مورتيمير، جولي والترز، جيم برودبنت، وكارلا توس، أوليفيا كولمان، أنتونيو بانديراس، وبن ويشا في دور صوت بادينغتون.
دخل الفيلم مرحلة التطوير في فبراير 2021، وأعلن عن عنوانه بادينغتون في البيرو في يونيو 2022. إنه أول فيلم روائي طويل من إخراج ويلسون، وهو أيضًا أول فيلم في السلسلة يتم إنتاجه بالاشتراك مع سوني بيكتشرز تحت علامتيهما كولومبيا بيكتشرز وستيج 6 فيلمز. تم تصوير رئيسي في الفترة ما بين يوليو وأكتوبر 2023، في المملكة المتحدة وكولومبيا وبيرو.
أصدر فيلم بادينغتون في البيرو في دور السينما بالمملكة المتحدة بواسطة شركة ستوديو كنال في 8 نوفمبر 2024.

## القصة
يتلقى بادينغتون رسالة من منزل الدببة المتقاعدة في بيرو، تخبره أن العمة لوسي تفتقده بشدة وتتصرف بغرابة. يقرر بادينغتون والبراونز الذهاب إلى بيرو لزيارتها. عند وصولهم إلى بيرو، علمت عائلة براون من الأم القسيسة أن العمة لوسي اختفت في غابة الأمازون، ولم تترك وراءها سوى نظارتها وسوارها. يجد بادينغتون خريطة في كوخ العمة لوسي تشير إلى أنه يجب عليهم بدء البحث في مكان يسمى صخرة رومي، تبقى السيدة بيرد والأم القسيسة في الخلف وتعطي الأم القسيسة للسيدة براون قلادة لجلب الحظ السعيد.
يتطلع آل براونز إلى استئجار قارب للسفر عبر النهر، ومقابلة صائدي الكنوز هانتر كابوت وابنته جينا. يلاحظ هانتر سوار بادينغتون ويخبر العائلة عن مدينة إل دورادو مدينة ضائعة، وهو مكان أسطوري يُقال إنه يحتوي على الذهب الذي قدمه إنكا لأرواح الغابة، عادةً ما يبدأ المسافرون الباحثون عن إل دورادو بحثهم في صخرة رومي، لكنهم لا يعودون أحياء. يدفع أشباح أسلافه هانتر للبحث عن الذهب بأي ثمن ويرغب في اختطاف الرحلة للعثور على إل دورادو بنفسه، يتجادل هو وجينا حول مواصلة الرحلة، حيث تريد جينا منه العودة. ردًا على ذلك، قام هانتر بإلقاء جينا بعيدًا، لكنه سقط بعد ذلك في البحر، مما تسبب في حطام سفينة.
ينفصل بادينغتون عن العائلة ويتعثر على صخرة رومي، حيث ينتظره هانتر. وبعد هدير يعتقد بادينغتون أنه نداءات واستجابات منه ومن لوسي، انطلق هانتر وبادينغتون في البحث عن إل دورادو والعمة لوسي. تمكنت جينا من تحديد مكان عائلة براون وشرح دوافع والدها وتاريخ العائلة، حيث انطلقوا للبحث عن بادينغتون وإنقاذه من هانتر. تشك السيدة بيرد في الأم القسيسة وتكتشف غرفة سرية حيث تكشف أن القلادة التي أعطتها للسيدة براون هي في الواقع جهاز تعقب. الآن بعد أن عرفتا مكانهما، تطير السيدة بيرد والأم القسيسة بالطائرة لإنقاذ عائلة براون.
بعد الوصول إلى قمة حصن الإنكا، الذي يحتوي على فتحة عملة لشعار على سوار بادينغتون، يهاجم هانتر بادينغتون ويطارده، لكن البراونز يصلون في الوقت المناسب لإنقاذه. تكشف الأم القسيسة عن نفسها على أنها كلاريسا كابوت، ابنة عم هانتر المتوفاة على الأرجح، والتي تتمنى أيضًا العثور على إل دورادو. تكشف كلاريسا أنها خططت لاختفاء العمة لوسي لإغراء بادينغتون للقدوم إلى بيرو. ثم تقوم بتهديد براونز وجينا بالسلاح، لكن هانتر يتدخل ويشل كلاريسا. يستخدم البراونز سوار بادينغتون لدخول إل دورادو. يجدون العمة لوسي، التي تشرح لهم أن إل دورادو هي حديقة برتقال حيث ولد بادينغتون وأن سوارها كان في الأصل لبادينغتون عندما وجدته، واستخدمه الدببة في إل دورادو. يتواصل بادينغتون مع الدببة الأخرى أثناء صنع المربى، لكنه يختار العودة إلى لندن مع عائلة براون.
في خاتمة العمل الأدبي، يتم إرسال الأم القسيسة إلى القطب الشمالي لتصبح راهبة حقيقية وتعمل في منزل الدببة القطبية المتقاعدة. دببة إلدورادو تزور بادينغتون في لندن. في مشهد منتصف الاعتمادات، يزور بادينغتون والدببة، الذين تم تسميتهم أيضًا على اسم محطات مترو أنفاق لندن، فينيكس بوكانان في السجن. ويعتقد أنه سيخرج من السجن قريبًا ويخطط لكتابة مسرحية "غولديلوكس والدببة الثلاثة" بطولة دببة إلدورادو.

## طاقم التمثيل
- هيو بونفيل بدور هنري براون
- إيميلي مورتيمير بدور ماري براون
- مادلين هاريس بدور جودي براون
- صامويل جوسلين بدور جوناثان براون
- جولي والترز بدور السيدة بيرد
- جيم برودبنت بدور صمويل غروبر
- أوليفيا كولمان بدور كلاريسا كابوت / الأم القسيسة
- أنطونيو بانديراس بدور هانتر كابوت
- كارلا توس بدور جينا كابوت
- بن ويشا بدور بادينغتون
- إيميلدا ستونتون بدور العمة لوسي
- هايلي أتويل بدور ماديسون
- جويل فراي بدور جو ساعي البريد
- سانجيف بهسكار بدور الدكتور جافري
- روبي جي بدور السيد بارنز
- بن ميلر بدور العقيد لانكستر
- جيسيكا هاينز بدور الآنسة كيتس
- سيمون فارنابي بدور باري المضيف الجوي
- إيلا بروكوليري بدور روزيتا الراهبة

بالإضافة إلى ذلك، يعيد هيو غرانت تمثيل دوره من الفيلم الثاني في دور فينيكس بوكانان في ظهور قصير غير مذكور.

## إنتاج

### تطوير
في يونيو 2016، صرح الرئيس التنفيذي لشركة ستوديو كنال آنذاك ديدييه لوبفر أن الاستوديو ملتزم بصنع فيلم بادينغتون الثالث. في نوفمبر 2017، صرح ديفيد هيمان لديجيتال سباي أنه على الرغم من عدم تطوير سيناريو الفيلم الثالث، إلا أن المناقشات حول المواقع والأفكار والمشاهد بدأت بالفعل. في نوفمبر 2018، أشار هيمان إلى أنه من المرجح إنتاج فيلم ثالث، لكن باول كينغ لن يعود لإخراجه، رغم أنه سيظل مشاركًا في قدرة إبداعية بارزة. في فبراير 2021، بدأ تطوير بادينغتون 3 رسميًا.
في يوليو 2021، أعلنت شركة ستوديو كنال أن تصوير فيلم بادينغتون 3 سيبدأ في الربع الأول من عام 2022. تم كتابة قصة الفيلم الثالث بواسطة كينج، وسيمون فارنابي، ومارك بيرتون، والسيناريو بواسطة بيرتون، وجون فوستر، وجيمس لامونت. تأثرت القصة بأفلام فرنر هرتزوغ، أجيرا، غضب الرب وفيتزكارالدو ودووم 3 و أفلام أخرى، وذلك لأن مثل هذه الأفلام تعرض التنوع المذهل للمناظر الطبيعية في بيرو، والجيولوجيا المجنونة، والناس الودودين، وأساطير الإنكا الغامضة، مع وجود أسطورة بيروفية تكمن وراء الحبكة بأكملها والشخصيات التي ترتدي ملابس تقليدية المظهر في جبال أنديز الريفية على الرغم من وجود دراجات بخارية حديثة وهاتف محمول. في يونيو 2022، تم الإعلان عن عنوان الفيلم وهو بادينغتون في البيرو وتم اختيار دوجال ويلسون كمخرج، ومن المقرر الآن أن يبدأ تصوير رئيسي في عام 2023. إنه أول فيلم روائي طويل من إخراج ويلسون، الذي أخرج سابقًا إعلانات تجارية ومقاطع فيديو موسيقية. في فبراير 2023، صرح الممثل الصوتي لبادينغتون بن ويشا أنه لم يقرأ السيناريو بعد وأنه غير متأكد ما إذا كان التطوير مستمرًا أم لا. بحلول شهر أبريل، تم التأكيد على أن الفيلم لا يزال قيد التطوير.

### اختيار الممثلين والتصوير
في يونيو، تم الإعلان عن أن ويشا، هيو بونفيل، جولي والترز، جيم برودبنت، مادلين هاريس، صامويل جوسلين، وإميلدا ستونتون من المقرر أن يعيدوا أدوارهم من الأفلام السابقة، مع إضافة أوليفيا كولمان، أنتونيو بانديراس، راشيل زيغلر، وإيميلي مورتيمير إلى فريق التمثيل. حلت مورتيمر محل سالي هوكنز في دور السيدة ماري براون، التي لعبت دورها في الفيلمين الأولين. ولم يعود بيتر كابالدي ومايكل غامبون للمشاركة في الفيلم، والأخير بسبب وفاته في عام 2023.
بدأ التصوير في المملكة المتحدة في 24 يوليو كما هو مخطط له، على الرغم من التقارير التي تفيد بتأجيله بسبب إضراب نقابة ممثلي الشاشة ورابطة ممثلي الشاشة ورابطة ممثلي التلفزيون عام 2023. تم تصوير الفيلم أيضًا في كولومبيا وبيرو. بدأ التصوير بدون زيجلر حيث كانت قد غادرت إلى الولايات المتحدة للمشاركة في الاعتصام أثناء الإضراب، تولت كارلا توس لاحقًا دور جينا كابوت، حيث لم تتمكن زيجلر من الالتزام بسبب الإضراب. تم الانتهاء من التصوير في أكتوبر 2023.
تظهر الملكة إليزابيث الثانية لفترة وجيزة في الفيلم في صورة مؤطرة مع بادينغتون، مأخوذة من الفيلم القصير الذي يضم الاثنين والذي تم إنتاجه بمناسبة اليوبيل البلاتيني. يظهر الملك تشارلز الثالث أيضًا لفترة وجيزة على طابع بريدي في رسالة يتلقاها بادينغتون في بداية الفيلم.

### مرحلة ما بعد الإنتاج
يتم توفير التأثيرات البصرية للفيلم بواسطة فرامستور.

### موسيقى
تم تأليف الموسيقى من قبل داريو ماريانيللي، الذي قام سابقًا بتأليف الموسيقى التصويرية للفيلم الثاني.

## تسويق
في إطار ارتباطها بالعلامة التجارية، أطلقت جو مالون كولونيا مربى بإصدار محدود تحمل طابع بادينغتون في أوائل يوليو 2024. تم وضع سلسلة من تماثيل بادينغتون في أجزاء من المملكة المتحدة وأيرلندا في أوائل أكتوبر للترويج للفيلم.

## الإصدار
تم عرض فيلم بادينغتون في البيرو لأول مرة عالميًا في لندن في 3 نوفمبر 2024، وتم إصداره في دور العرض في المملكة المتحدة في 8 نوفمبر. وتم إصداره في دور العرض في الهند في 18 أبريل 2025. كان من المقرر في الأصل إصداره في الولايات المتحدة والمناطق الأخرى في 17 يناير 2025 من سوني بيكتشرز، وتم إصداره في دور العرض في السعودية و الإمارات والبحرين والوطن العربي في 9 يناير 2025 من إمباير إنترتينمنت، حتى تم تأجيله في الولايات المتحدة إلى 14 فبراير.

### توزيع
في مايو 2023، باعت شركة ستوديو كنال غالبية المناطق بما في ذلك أمريكا الشمالية إلى سوني بيكتشرز للتوزيع. تحتفظ شركة ستوديو كنال بحقوق التوزيع في المملكة المتحدة وفرنسا وألمانيا ودول البنلوكس وأستراليا ونيوزيلندا، بينما ستقوم شركة سوني بتوزيع الفيلم في أماكن أخرى باستثناء الصين واليابان وروسيا. في أكتوبر 2023، تم تحديد موعد إصدار الفيلم في دور العرض السينمائي في المملكة المتحدة في 8 نوفمبر 2024، بواسطة شركة ستوديو كنال المملكة المتحدة، يليه إصدار سينمائي في الولايات المتحدة في 17 يناير 2025، بواسطة كولومبيا بيكتشرز من خلال سوني بيكتشرز ريلاسينغ.

## استقبال

### شباك التذاكر
في المملكة المتحدة، حقق فيلم بادينغتون في البيرو أكبر افتتاح في عطلة نهاية الأسبوع لفيلم بريطاني لا وقت للموت، حيث حقق 9.65 مليون جنيه إسترليني (12.4 مليون دولار)، وهو أعلى افتتاح للفيلم. بالإضافة إلى ذلك، حقق الفيلم ثالث أعلى افتتاح في المملكة المتحدة لعام 2024، خلف ديدبول وولفيرين (17.2 مليون جنيه إسترليني) و قلبا وقالبا 2 (11.3 مليون جنيه إسترليني).
اعتبارًا من 24 نوفمبر 2024، حقق الفيلم 33.1 مليون دولار في جميع أنحاء العالم، وكانت الدول الأعلى ربحًا هي المملكة المتحدة (30.7 مليون دولار) وبولندا (2.3 مليون دولار).

## مستقبل
خلال مؤتمر ترخيص العلامة التجارية في أوروبا 2024 في لندن، كشف الرئيس التنفيذي لشركة ستوديو كنال فرانسواز جويونيه ورئيس المبيعات العالمية سيسيل هينو أن كنال + تعمل بالفعل على فيلم بادينغتون الرابع ومسلسل تلفزيوني فرعي، نظرًا لتركيزهم على "تحويل علامة تجارية تراثية إلى ظاهرة عالمية" من خلال الخوض بشكل أعمق في "رحلة بادينغتون المستمرة من شخصية كلاسيكية إلى ظاهرة ثقافية عالمية"، وتقدير إصدارات كلا الإنتاجين حوالي عامي 2027 و2028، حيث سيحتفل الامتياز بالذكرى السبعين لتأسيسه. وأعلنوا أيضًا أنه بحلول نهاية عام 2024 سيطلقون إنتاج مسارح ويست إند بادينغتون: المسرحية الموسيقية مع المنتجة سونيا فريمان والشاعر توم فليتشر والكاتبة جيسيكا سويل والمخرج لوك شيبارد.

## روابط خارجية
- بادينغتون في البيرو على موقع IMDb (الإنجليزية)
- بادينغتون في البيرو على موقع ميتاكريتيك (الإنجليزية)
- بادينغتون في البيرو على موقع روتن توميتوز (الإنجليزية)
- بادينغتون في البيرو على موقع قاعدة بيانات الأفلام العربية
- بادينغتون في البيرو على موقع ألو سيني (الفرنسية)
- بادينغتون في البيرو على موقع فيلمافينيتي (الإسبانية)
- بادينغتون في البيرو على موقع قاعدة بيانات الأفلام السويدية (السويدية)
- بادينغتون في البيرو على موقع قاعدة بيانات الفيلم (الإنجليزية)
- بادينغتون في البيرو على موقع ليتربوكسد (الإنجليزية)
- بادينغتون في البيرو على موقع كينوبويسك (الروسية)